# Dème de Trikóloni
Le dème de Trikóloni, en grec moderne : Δήμος Τρικολώνων / Dímos Trikolónon, est un ancien dème du  district régional d’Arcadie, en Grèce. Depuis 2010, il est fusionné au sein du dème de Gortynie.
Selon le recensement de 2011, la population du dème compte 578 habitants.
La localité tire son nom de la ville antique de Trikoloni (en).